# Render farm
Una render farm (granja de render en català), és una agrupació de diverses computadores que es reparteixen el treball de renderitzar les imatges i/o animacions realitzades amb un programari d'edició 3D, com pot ser el K-3D, del qual la seva interfície y desenvolupament estan basats en l'estàndard de Renderman Blender, empresa que té el seu propi motor d'animacions o interconnectivitat com l'estàndard de Renderman 3D Studio, Cinema4D o Autodesk Maya.

## Característiques
Les imatges d'una pel·lícula d'animació o qualsevol treball animat, tenen diversos frames, la successió de les mateixes constitueixen l'escena al complet. Una render farm divideix el treball entre diversos computadores per a que el temps de renderització sigui el més curt possible.
Aquesta pràctica és molt coneguda dins el món del cine 3D i, seria molt difícil imaginar-se que tan sols una sola computadora pugui generar tantes imatges per ella mateixa sabent que als anys 90 i 2000, cada frame trigués fins a 6 hores en renderitzar-se. Tan sols per a un segon d'animació calen entre uns 24-30 frames.
Un cop s'ha renderitzat el treball que el grup de computadores (render farm) fet, aquest ha de ser editat per un programa extern per a la seva postproducció. Els més populars son Combustión i Adobe After Effects. Per al pas final, que és la seva edició, s'utilitzen programes professionals com poden ser l'Adobe Premiere Pro, el Final Cut Pro o Avid Media Composer, els quals son els més reconeguts dins de la indústria.
Actualment, any 2020, amb les targetes gràfiques Nvidia Quadro y els motors de render com Octane, Corona, Vray, els temps de renderització s'han escurçat considerablament.